# 訴諸情感
訴諸情感（appeal to emotion，Argumentum ad passiones）是一種非形式謬誤，是指藉由通過人們的情感，而非有效的邏輯，以求贏得爭論的論證方式。這種謬誤在缺乏事實證據支持的狀況下更為顯著。作為謬誤，訴諸情感是一種紅鯡魚，且包含訴諸恐懼、訴諸後果、訴諸諂媚、訴諸憐憫、訴諸荒謬、訴諸仇恨和一廂情願等多種謬誤。
訴諸情感所訴諸的對象，是諸如恐懼、同情、快樂等聽眾所擁有的內在情緒，而其目標則是使聽眾因而認為存在此種謬誤的論證是正確或錯誤的。

## 訴諸情感的謬誤性
有些看法認為，不是所有的訴諸情感都是一種謬誤。情感在論證中是可以有一定的地位的，訴諸情感是否是謬誤，比一般想的更難于捉摸。可以認為，在議題本質上和個人情感無關時，訴諸情感是一種謬誤。像例如說「你不是很討厭某網紅，你怎麼還和他一樣支持死刑？」這說法，就是一種謬誤，因為一個人喜歡或討厭某人，和他支持或反對的事情並無關係；類似地，「如果愛我，你就照我的意思做」也是訴諸情感的謬誤，因為一個人是否愛另一個人，不代表對方的要求一定是合理的；不過另一方面，如果議題本質上和個人情感有關，或者確實必須運用將心比心的換位同理心思考，那訴諸情感未必是一種謬誤。像例如「如果你最親愛的家人被殺，你還會不會贊同廢除死刑？」的說法，就未必是一種謬誤，因為死刑存廢屬於公共政策的議題，而有很好的理由相信一個人在面對所有這類的議題，都應當要展現同理心，甚至也有說法認為同理心對司法正義相當重要，同理心和道德與正義彼此息息相關，所以這問題未必犯下訴諸情感的謬誤；類似地，「你敢不敢給自己小孩吃自己賣的料理？想想孩子吧！」的說法，也未必是一種謬誤，因為對他人的困境感同身受的同理心，對道德理解常常都非常重要，所以這未必是謬誤。要確認一個做法是訴諸情感的謬誤，情感在相關道德理解方面的角色就得受檢視；然而，很多時候指控他人犯下訴諸情感謬誤的說法，很難不在「允許情感在道德理解方面扮演一定角色」的道德認知理論方面，犯下乞題的謬誤。

## 古典時代
在古代，人類就已認識到情感對於判斷和政治態度的影響力。亞里士多德在他的《修辭學》一書中，將激起他人情感給視為說服他人的關鍵，對此他寫道：「在聽眾受到演講者演講當中的情緒影響時，演講者藉由他的聽眾說服他們；當我們受到開心、悲傷、愛、恨等情緒影響時，我們會做出不同的判斷。」亞里士多德警告說，情緒可能會讓本來不存在的信念出現，或改變既有的信念，因而增強或減弱支持某信念的強度。類似地，塞內卡也曾警告說：「控制權力所需的理性，只有在和激情保持距離時，才能做主。」
數世紀後，法國科學家兼哲學家布莱兹·帕斯卡也寫到說：「人…不以證明支持其信念，而以吸引他們他們的事物支持其信念」；巴魯赫·斯賓諾莎認為情感具有「使得心靈想某種事物而非其他事物」的力量。
另外和塞內卡「情感毀滅理性」的看法不同的是，在十八世紀時，蘇格蘭哲學家喬治·坎貝爾（George Campbell）認為情感實際上是理性的盟友，且幫助人汲取知識；然而，喬治·坎貝爾在情感的可塑性及在教唆他人方面伴隨的風險方面提出警告：
情感不會取代理性，甚至也不是理性的競爭對手；情感是理性的幫傭，藉由情感的服務，理性得以將真相引介自己的內心當中，並以之獲得理想的回應；然而作為幫傭，情感容易受包著理性外衣的詭辯所誘惑，有時甚至會因此而不經意地將假象引入心中
利用他所屬時代的社会心理学，宣傳理論家愛德華·伯內斯曾自信地宣稱「在一些狀況下，我們可以藉由特定的心理機制，以一定程度的精確性來影響民意，這就好比開車的人可以藉由操縱瓦斯流來控制車速一般。」伯內斯認為，若要改變民眾的態度，宣傳家應當要以的「衝動、習慣和情感」等作為目標且應當要善用「情緒流」好達成目標。
事實上，一些現代的作家也認為說諸如納粹主義和伊斯蘭聖戰主義等現代歷史上一些最具毀滅性的政治力量之所以受歡迎，和這些政治力量的領袖煽惑（而非說服）公眾以及將「宗教熱情如天堂般的狂喜」和「赤裸裸的個人利益」及冷冰冰且個人主義的理性主義和自由主義對立起來的能力有關。
相似地，埃默里大學心理學和精神病學系的教授德魯·韋斯汀（Drew Westen）也利用現代心理學的研究以彰顯情緒在影響政治認知和偏好方面的力量，他並寫道說：「當理性和情感相碰時，情感總會獲勝。」作為美國民主黨政治競選的顧問，韋斯汀相信說演化已使得人藉由情緒處理訊息，而比起理性論證，人對情感線索有更多的反映，因此韋斯汀相信說情感在有效說服中扮演核心地位，且訴諸情感的作法總能勝過訴諸理性的做法。他曾說：
政治藝術的核心層面是創造、加強並啟動導致讓人對你的候選人或政黨有好感的網路，並使他們對競爭對手或政黨有負面觀感。
你可以針對那些處理事實、人物和政策陳述的那幾毫米厚的腦部組織所做的事苦幹，或者你也可以…以不同的情緒為目標，並送出旨在最大化這些情緒的訊息。

## 當代理論
一個當代社會心理學理論認為，態度有三個面向，分別是情感、認知和行為，認知面向指的是「一個人對於一個事物的想法、感知或點子」；情感面向指的則是「一個人對於一個事物正面或負面的感覺」，而這就是態度的情感面向。現代的理論家嘗試修改了這個理論，並聲稱說態度「並非由這些元素組成的，而是以這些元素作為基礎所得出的資訊的一種一般的評估性總結。」
喬治·馬庫斯（George E. Marcus）在和羅素·紐曼（Russell Neuman）與麥克·馬肯（Michael Mackuen）合著的一篇文章中，指出理性和情感會透過兩個系統交互作用以管理和處理政治訊息：
第一個系統，也就是意向系統，為人提供了「對於行動的一個已在他們的習慣清單上，基於情感回報的理解」，也就是說，這第一個系統透過習慣以控制對政治訊息的任意處理過程，我們的訊息處理多數都藉此進行。
第二個系統，也就是監視系統，會「發揮作用以掃視環境中可能存在的新事物以及突然侵入的威脅」，換句話說，這第二個系統監視環境以觀察任何威脅的徵象，如果發現威脅，那這個系統就會從習慣且任意的處理過程中接管一個人的認知，並使人對新訊息保持警戒和感受：
「關於第二個情感系統，一個有趣的點是當焦慮感開始增加時，認知系統會停止當下進行的活動，並讓人將注意力轉移到看起來具有威脅的事物之上並對之進行學習，‧‧‧然而，在認知系統偵測到意料之外的威脅性刺激時，這會導致焦慮感上升，而這會使人將注意力從先前的焦點，轉移至侵略性的刺激上。」
馬庫斯還提到說「比起那些沒有情感介入的人，情感的介入，會驅使人在政治上，做出更加合理的決策」其他的思想家則聲稱「當情感被激起並為人所體驗時，它可讓多種心理過程介入，而這些心理過程可以用促進並維持影響力和順從行為的平台。」
不論如何，一個會影響一個人情緒狀態的的事物和政治訊息一起作用時，一個人的態度受到影響這點，是合乎情理的。
在現代哲學中，訴諸情感有兩個核心訴求，其中一個是訴諸武力，另一個是訴諸同情，也就是訴諸憐憫，這些訴求僅在信念系統中被認為是有謬誤的。

## 研究
有研究指出，「在碰到和情感相關的議題時，說服一個人改變既有的態度，是基本無望的作為」；但另一方面，操弄情感可能是塑造態度的關鍵：
「在政治宣傳中，利用情感塑造態度很普遍，從情感的角度來描述個人、團體或議題，或將這些事物描述為在情緒性的事件中出現的事物，會激起情感，也因此這會將這情感相關的信念給送入聽者的心中；此外，可以認為單單只有傳送這些資訊時，這些資訊能更簡單、順利且不受質疑地進入聽者的心中。」
盡管依舊是一個尚待探索的領域，許多學者已指出操縱和一個說服性的訊息相關的情緒可以影響這些訊息的有效性，像例如研究顯示，人傾向於調整自己信念，以讓信念合乎情感，而這是因為人會將感覺視為證據，而當感覺和信念相符時，這人就會將之視為信念為真的證據；其他的研究則指出，「情感刺激會在判斷者未察覺、未看見會感覺到任何東西的狀況下影響判斷」（對此可見Bargh, 1997以及Murphy & Zajonc, 1993）
事實上，「近期的研究已確認說情感在改變態度上扮演角色，而這可是因說服性的溝通或認知失調的過程等所致。」（Petty et al., 2001）
心理學者佩帝和卡喬波（Petty & Cacioppo）發現說有兩種處理說服性訊息的方法：一是聚焦於訊息的內容和質量，這是所謂的中央處理程序（central processing）；二是聚焦於外部的線索（像例如訊息來源）並忽略其內容，這是所謂的邊緣處理程序（central processing）。他們說：「當參與者使用中央/系統性的路徑來回應訊息內容時，他們傾向被較強的論證說服，而較不會被較弱的論證說服；然而，在使用邊緣處理路徑時，論證本身的強度會變得較不重要，在這種狀況下，其他『邊緣的』因素，像是訊息來源的可信度或溝通者的意圖，會在說服性的訊息中變得重要。」佩帝和卡喬波並指出說負面情感會讓人更傾向使用中央處理程序，而正面情感會讓人更傾向使用邊緣處理程序，也就是說，「在快樂時，不論論證的強弱，一個論證都能有效地說服人；但在悲傷時，人只會被較強的論證說服，而會拒絕較弱的論證。」換句話說，正面情緒會增加對正面信念的信賴；而負面情緒則會促使一個人在面對新且重要的資訊時改變信念。
政治學者湯姆·布拉德爾（Tom Brader）引述馬庫斯的研究說：「藉由訴諸特定的情感，溝通者可改變公眾對政治訊息回應的方式。」

## 常見的訴諸情感手法
- 訴諸恐懼：某事會產生某種可怕的後果，因此我們應該反對某事或接受預防某事的建議
- 訴諸厭惡：某事令人噁心，因此是不對的
- 訴諸仇恨：某事有些令人不愉快的相關經驗，因此不該支持某事
- 訴諸諂媚：奉承與諂媚他人，冀使其支持自己的觀點。
- 訴諸憐憫：挑起對方的同情與愧疚，以博取他人支持自己的想法。
- 訴諸荒謬：主張對方的說詞荒謬、可笑、幽默，因而該說法不值得接受。
- 訴諸自然：某個現象很自然，因而是可取的；或主張某個現象不自然，因而是不可取的。
- 訴諸新潮：宣稱某事物最新、最符合時代潮流，以吸引他人接受。
- 訴諸頑固：重複聲明某個主張不合理，卻不提出理據。
- 非我所創：某觀念或知識是由外人所創造，而對其不信任或低估其價值。
- 是我所創：某觀念或知識是由自己人所創造，而對其不信任或低估其價值。

## 運用訴諸情感的例子
- 想想孩子吧（Think of the children）
- 希特勒歸謬法

## 外部連結
- （英文）Logical Fallacy: Emotional Appeal（页面存档备份，存于）